# 佐藤瑠香
佐藤 瑠香（さとう るいか、1992年3月27日 - ）は、福岡県中間市出身の日本人の女子柔道選手。階級は78kg級。身長170cm。血液型はA型。組み手は右組み。柔道弐段を取得。得意技は大内刈。コマツ女子柔道部に所属。弟に81kg級で活躍した佐藤正大がいる。

## 人物
柔道は6歳の時に香月道場で始めた。中間南中学3年の時には全国中学校柔道大会70kg超級で優勝を果たした。八幡工業高校に進学すると、1年生にしてインターハイの78kg級を制した。2年の時はベスト8だったものの、3年では再び優勝した。
2010年になると高校を卒業してコマツ所属となった。社会人として最初の大会となった4月の体重別では、準決勝で佐藤より1つ年上のライバルである緒方亜香里を破ったものの、決勝で同じ会社の先輩である岡村智美に敗れて2位となり世界選手権代表には選出されなかった。5月のグランドスラム・リオデジャネイロでは決勝で緒方を合技で破って、18歳1ヶ月にしてグランドスラム大会を制覇することになった。7月になると、世界選手権の無差別代表に追加で選出された。9月の世界選手権では初戦でモンゴルのプレブジャルガル・ルハムデグドと対戦するが、右膝の前十字靱帯を損傷して試合が続行できずに棄権負けとなった。これ以降は長期のリハビリに取り組むことになった。
2011年10月には約1年1ヶ月ぶりの復帰戦となるグランプリ・アブダビに出場するが3位に終わった。11月の講道館杯決勝では、ライバルの緒方を相手に優勢に試合を進められていたもののGS終盤に大内返で有効を取って初優勝を飾った。
2012年2月のグランドスラム・パリでは3回戦でブラジルのマイラ・アギアルと対戦するが、今度は左膝の前十字靱帯を損傷して棄権負けとなった。これにより以降の代表選考大会に出場することができず、ロンドンオリンピック代表の座は逃すことになった。その後再度のリハビリを経て、復帰戦となった11月の講道館杯では決勝で岡村に小外掛で一本勝ちして2連覇を達成した。12月にはグランドスラム・東京に出場すると、決勝で緒方を有効で破り今大会初優勝を飾った。
2013年5月の体重別では決勝で緒方に横四方固で一本勝ちして今大会初優勝を飾り、緒方とともに世界選手権代表に選ばれた。8月の世界選手権では7位に終わった。
2014年4月の体重別では、決勝で岡村を指導2で破って2連覇を達成して世界選手権代表に選ばれた。8月の世界選手権では3回戦で敗れた。12月のグランドスラム・東京では、決勝でアメリカのケイラ・ハリソンに敗れて2位だった。
2015年4月の体重別では初戦で敗れて、3年連続の世界選手権代表とはならなかった。7月のグランドスラム・チュメニでは決勝でオランダのフーシェ・ステーンハイスに敗れて2位にとどまった。10月のグランドスラム・パリでも決勝で地元フランスのオドレー・チュメオに指導3で敗れて2位に終わった。
2016年4月の選抜体重別では決勝で緒方を出足払で破って今大会2年ぶり3度目の優勝を飾ったが、実績から今大会3位だった世界チャンピオンの梅木真美がリオデジャネイロオリンピック代表に選出された。11月の講道館杯では決勝で三井住友海上の吉村静織を縦四方固で破って、今大会3度目の優勝を飾った。12月のグランドスラム・東京では決勝で韓国の朴兪辰を指導1で破って、今大会4年ぶり2度目の優勝を飾った。
2017年2月のグランドスラム・パリでは決勝で地元フランスのチュメオにGSに入ってから反則負けを喫して2位にとどまった。4月の体重別では準決勝で自衛隊体育学校の濱田尚里に腕挫十字固で敗れて3位だったが、世界選手権代表に選出された。6月の実業団体では自衛隊体育学校との対戦で濱田を大外刈で破るなどしてチームの優勝に貢献した。7月のグランプリ・フフホトでは準決勝でオーストリアのベルナデッテ・グラフに技ありで敗れて3位だった。9月の世界選手権では準決勝でリオデジャネイロオリンピック銅メダリストであるアギアルに技ありで敗れると、3位決定戦でもキューバのカリエマ・アントマルチに技ありで敗れて5位に終わり、4度目の世界選手権出場ながらまたもやメダルを逃すことになった。12月のグランドスラム・東京では準々決勝でチュメオに反則負けを喫するが、その後の3位決定戦で梅木を開始早々の小外刈で破って3位になった。
2018年2月のグランドスラム・デュッセルドルフでは決勝でアギアルに反則勝ちするなど全て一本勝ちして優勝した。4月の体重別では準決勝で三井住友海上の高山莉加に縦四方固で敗れて3位だった。しかしながら、アジア大会代表には選ばれた。5月のグランプリ・フフホトでは決勝でアギアルを合技で破るなどオール一本勝ちして優勝を飾った。8月のアジア大会では決勝で韓国の朴兪辰を支釣込足で破るなどオール一本勝ちで優勝した。11月のグランドスラム・大阪では準決勝でアントマルチ、決勝では梅木をそれぞれ横四方固で破るなどオール一本勝ちして優勝した。12月のワールドマスターズでは準決勝で世界チャンピオンとなった濵田に反則勝ちするも、決勝では梅木に合技で敗れて2位だった。
2019年2月のグランドスラム・パリでは準決勝で地元フランスのマドレーヌ・マロンガに敗れると、3位決定戦でも梅木に横四方固で敗れて5位に終わった。しかしながら、大会後の世界ランキングで自身初となる1位になった。4月の体重別では準決勝で梅木に反則勝ちするも、決勝で濱田に大内刈の技ありで敗れて2位だった。7月のグランプリ・ブダペストでは準決勝でイギリスのナタリー・パウエルを合技で破るなど全て一本勝ちして決勝まで進むも、アギアルに反則負けして2位に終わった。
2020年10月の講道館杯では3位だった。
2021年4月の体重別では初戦で梅木を技ありで破るも、決勝で高山に縦四方固めで敗れて2位だった。
2022年5月には現役引退を表明した。その際に次のように述べた。「(オリンピック金メダルの)夢を叶えることができず柔道人生を終えますが、24年間の柔道人生、そして16年間全日本強化選手として頑張り続けた私自身を褒めてあげたい」。

## 戦績
- 2006年 - 全国中学校柔道大会 優勝(70kg超級)
- 2007年 - アジアジュニア 2位
- 2007年 - インターハイ 優勝
- 2008年 - アジアジュニア 優勝
- 2008年 - 全日本ジュニア 2位
- 2008年 - 世界ジュニア 3位
- 2009年 - ベルギー国際 2位
- 2009年 - フランスジュニア国際 優勝
- 2009年 - インターハイ 優勝
- 2009年 - 全日本ジュニア 2位
- 2009年 - ワールドカップ・スウォン 優勝
- 2009年 - グランドスラム・東京 3位
- 2010年 - ワールドカップ・ソフィア 3位
- 2010年 - ワールドカップ・ブダペスト 3位
- 2010年 - グランプリ・デュッセルドルフ 2位
- 2010年 - 体重別 2位
- 2010年 - グランドスラム・リオデジャネイロ 優勝
- 2011年 - グランプリ・アブダビ 3位
- 2011年 - 講道館杯 優勝
- 2011年 - グランドスラム・東京 5位
- 2011年 - グランプリ・青島 5位
- 2012年 - 講道館杯 優勝
- 2012年 - グランドスラム・東京 優勝
- 2013年 - グランドスラム・パリ 3位
- 2013年 - グランプリ・デュッセルドルフ 2位
- 2013年 - 全日本柔道選手権大会 5位
- 2013年 - 体重別 優勝
- 2013年 - ワールドマスターズ 5位
- 2013年 - 世界選手権 7位
- 2013年 - グランドスラム・東京 3位
- 2014年 - 体重別 優勝
- 2014年 - グランドスラム・東京 2位
- 2015年 - グランプリ・デュッセルドルフ 3位
- 2015年 - グランドスラム・チュメニ 2位
- 2015年 - グランドスラム・パリ 2位
- 2015年 - グランドスラム・東京 5位
- 2016年 - 選抜体重別 優勝
- 2016年 - 講道館杯 優勝
- 2016年 - グランドスラム・東京 優勝
- 2017年 - グランドスラム・パリ 2位
- 2017年 - 選抜体重別 3位
- 2017年 - 実業団体 優勝
- 2017年 - グランプリ・フフホト 3位
- 2017年 - 世界選手権 5位
- 2017年 - グランドスラム・東京 3位
- 2018年 - グランドスラム・デュッセルドルフ 優勝
- 2018年 - 体重別 3位
- 2018年 - グランプリ・フフホト 優勝
- 2018年 - アジア大会 優勝
- 2018年 - グランドスラム・大阪 優勝
- 2018年 - ワールドマスターズ 2位
- 2019年 - グランドスラム・パリ 5位
- 2019年 - 体重別 2位
- 2019年 - グランプリ・ブダペスト 2位
- 2019年 - 講道館杯 3位
- 2020年 -　講道館杯　3位
- 2021年 -　体重別　2位

(出典、JudoInside.com)。